# 1684
Portal Geschichte | Portal Biografien | Aktuelle Ereignisse | Jahreskalender | Tagesartikel

◄ |
16. Jahrhundert |
17. Jahrhundert
| 18. Jahrhundert | ►

◄ |
1650er |
1660er |
1670er |
1680er
| 1690er | 1700er | 1710er | ►

◄◄ |
◄ |
1680 |
1681 |
1682 |
1683 |
1684
| 1685 | 1686 | 1687 | 1688 | ► | ►►
Staatsoberhäupter  · Nekrolog   · Musikjahr
| Januar | Januar | Januar | Januar | Januar | Januar | Januar | Januar |
| Kw     | Mo     | Di     | Mi     | Do     | Fr     | Sa     | So     |
| ------ | ------ | ------ | ------ | ------ | ------ | ------ | ------ |
| 52     |        |        |        |        |        | 1      | 2      |
| 1      | 3      | 4      | 5      | 6      | 7      | 8      | 9      |
| 2      | 10     | 11     | 12     | 13     | 14     | 15     | 16     |
| 3      | 17     | 18     | 19     | 20     | 21     | 22     | 23     |
| 4      | 24     | 25     | 26     | 27     | 28     | 29     | 30     |
| 5      | 31     |        |        |        |        |        |        |

| Februar | Februar | Februar | Februar | Februar | Februar | Februar | Februar |
| Kw      | Mo      | Di      | Mi      | Do      | Fr      | Sa      | So      |
| ------- | ------- | ------- | ------- | ------- | ------- | ------- | ------- |
| 5       |         | 1       | 2       | 3       | 4       | 5       | 6       |
| 6       | 7       | 8       | 9       | 10      | 11      | 12      | 13      |
| 7       | 14      | 15      | 16      | 17      | 18      | 19      | 20      |
| 8       | 21      | 22      | 23      | 24      | 25      | 26      | 27      |
| 9       | 28      | 29      |         |         |         |         |         |

| März | März | März | März | März | März | März | März |
| Kw   | Mo   | Di   | Mi   | Do   | Fr   | Sa   | So   |
| ---- | ---- | ---- | ---- | ---- | ---- | ---- | ---- |
| 9    |      |      | 1    | 2    | 3    | 4    | 5    |
| 10   | 6    | 7    | 8    | 9    | 10   | 11   | 12   |
| 11   | 13   | 14   | 15   | 16   | 17   | 18   | 19   |
| 12   | 20   | 21   | 22   | 23   | 24   | 25   | 26   |
| 13   | 27   | 28   | 29   | 30   | 31   |      |      |

| April | April | April | April | April | April | April | April |
| Kw    | Mo    | Di    | Mi    | Do    | Fr    | Sa    | So    |
| ----- | ----- | ----- | ----- | ----- | ----- | ----- | ----- |
| 13    |       |       |       |       |       | 1     | 2     |
| 14    | 3     | 4     | 5     | 6     | 7     | 8     | 9     |
| 15    | 10    | 11    | 12    | 13    | 14    | 15    | 16    |
| 16    | 17    | 18    | 19    | 20    | 21    | 22    | 23    |
| 17    | 24    | 25    | 26    | 27    | 28    | 29    | 30    |

| Mai | Mai | Mai | Mai | Mai | Mai | Mai | Mai |
| Kw  | Mo  | Di  | Mi  | Do  | Fr  | Sa  | So  |
| --- | --- | --- | --- | --- | --- | --- | --- |
| 18  | 1   | 2   | 3   | 4   | 5   | 6   | 7   |
| 19  | 8   | 9   | 10  | 11  | 12  | 13  | 14  |
| 20  | 15  | 16  | 17  | 18  | 19  | 20  | 21  |
| 21  | 22  | 23  | 24  | 25  | 26  | 27  | 28  |
| 22  | 29  | 30  | 31  |     |     |     |     |

| Juni | Juni | Juni | Juni | Juni | Juni | Juni | Juni |
| Kw   | Mo   | Di   | Mi   | Do   | Fr   | Sa   | So   |
| ---- | ---- | ---- | ---- | ---- | ---- | ---- | ---- |
| 22   |      |      |      | 1    | 2    | 3    | 4    |
| 23   | 5    | 6    | 7    | 8    | 9    | 10   | 11   |
| 24   | 12   | 13   | 14   | 15   | 16   | 17   | 18   |
| 25   | 19   | 20   | 21   | 22   | 23   | 24   | 25   |
| 26   | 26   | 27   | 28   | 29   | 30   |      |      |

| Juli | Juli | Juli | Juli | Juli | Juli | Juli | Juli |
| Kw   | Mo   | Di   | Mi   | Do   | Fr   | Sa   | So   |
| ---- | ---- | ---- | ---- | ---- | ---- | ---- | ---- |
| 26   |      |      |      |      |      | 1    | 2    |
| 27   | 3    | 4    | 5    | 6    | 7    | 8    | 9    |
| 28   | 10   | 11   | 12   | 13   | 14   | 15   | 16   |
| 29   | 17   | 18   | 19   | 20   | 21   | 22   | 23   |
| 30   | 24   | 25   | 26   | 27   | 28   | 29   | 30   |
| 31   | 31   |      |      |      |      |      |      |

| August | August | August | August | August | August | August | August |
| Kw     | Mo     | Di     | Mi     | Do     | Fr     | Sa     | So     |
| ------ | ------ | ------ | ------ | ------ | ------ | ------ | ------ |
| 31     |        | 1      | 2      | 3      | 4      | 5      | 6      |
| 32     | 7      | 8      | 9      | 10     | 11     | 12     | 13     |
| 33     | 14     | 15     | 16     | 17     | 18     | 19     | 20     |
| 34     | 21     | 22     | 23     | 24     | 25     | 26     | 27     |
| 35     | 28     | 29     | 30     | 31     |        |        |        |

| September | September | September | September | September | September | September | September |
| Kw        | Mo        | Di        | Mi        | Do        | Fr        | Sa        | So        |
| --------- | --------- | --------- | --------- | --------- | --------- | --------- | --------- |
| 35        |           |           |           |           | 1         | 2         | 3         |
| 36        | 4         | 5         | 6         | 7         | 8         | 9         | 10        |
| 37        | 11        | 12        | 13        | 14        | 15        | 16        | 17        |
| 38        | 18        | 19        | 20        | 21        | 22        | 23        | 24        |
| 39        | 25        | 26        | 27        | 28        | 29        | 30        |           |

| Oktober | Oktober | Oktober | Oktober | Oktober | Oktober | Oktober | Oktober |
| Kw      | Mo      | Di      | Mi      | Do      | Fr      | Sa      | So      |
| ------- | ------- | ------- | ------- | ------- | ------- | ------- | ------- |
| 39      |         |         |         |         |         |         | 1       |
| 40      | 2       | 3       | 4       | 5       | 6       | 7       | 8       |
| 41      | 9       | 10      | 11      | 12      | 13      | 14      | 15      |
| 42      | 16      | 17      | 18      | 19      | 20      | 21      | 22      |
| 43      | 23      | 24      | 25      | 26      | 27      | 28      | 29      |
| 44      | 30      | 31      |         |         |         |         |         |

| November | November | November | November | November | November | November | November |
| Kw       | Mo       | Di       | Mi       | Do       | Fr       | Sa       | So       |
| -------- | -------- | -------- | -------- | -------- | -------- | -------- | -------- |
| 44       |          |          | 1        | 2        | 3        | 4        | 5        |
| 45       | 6        | 7        | 8        | 9        | 10       | 11       | 12       |
| 46       | 13       | 14       | 15       | 16       | 17       | 18       | 19       |
| 47       | 20       | 21       | 22       | 23       | 24       | 25       | 26       |
| 48       | 27       | 28       | 29       | 30       |          |          |          |

| Dezember | Dezember | Dezember | Dezember | Dezember | Dezember | Dezember | Dezember |
| Kw       | Mo       | Di       | Mi       | Do       | Fr       | Sa       | So       |
| -------- | -------- | -------- | -------- | -------- | -------- | -------- | -------- |
| 48       |          |          |          |          | 1        | 2        | 3        |
| 49       | 4        | 5        | 6        | 7        | 8        | 9        | 10       |
| 50       | 11       | 12       | 13       | 14       | 15       | 16       | 17       |
| 51       | 18       | 19       | 20       | 21       | 22       | 23       | 24       |
| 52       | 25       | 26       | 27       | 28       | 29       | 30       | 31       |

| Januar | Januar | Januar | Januar | Januar | Januar | Januar | Januar |
| Kw     | Mo     | Di     | Mi     | Do     | Fr     | Sa     | So     |
| ------ | ------ | ------ | ------ | ------ | ------ | ------ | ------ |
| 52     |        |        |        |        |        | 1      | 2      |
| 1      | 3      | 4      | 5      | 6      | 7      | 8      | 9      |
| 2      | 10     | 11     | 12     | 13     | 14     | 15     | 16     |
| 3      | 17     | 18     | 19     | 20     | 21     | 22     | 23     |
| 4      | 24     | 25     | 26     | 27     | 28     | 29     | 30     |
| 5      | 31     |        |        |        |        |        |        |

| Februar | Februar | Februar | Februar | Februar | Februar | Februar | Februar |
| Kw      | Mo      | Di      | Mi      | Do      | Fr      | Sa      | So      |
| ------- | ------- | ------- | ------- | ------- | ------- | ------- | ------- |
| 5       |         | 1       | 2       | 3       | 4       | 5       | 6       |
| 6       | 7       | 8       | 9       | 10      | 11      | 12      | 13      |
| 7       | 14      | 15      | 16      | 17      | 18      | 19      | 20      |
| 8       | 21      | 22      | 23      | 24      | 25      | 26      | 27      |
| 9       | 28      | 29      |         |         |         |         |         |

| März | März | März | März | März | März | März | März |
| Kw   | Mo   | Di   | Mi   | Do   | Fr   | Sa   | So   |
| ---- | ---- | ---- | ---- | ---- | ---- | ---- | ---- |
| 9    |      |      | 1    | 2    | 3    | 4    | 5    |
| 10   | 6    | 7    | 8    | 9    | 10   | 11   | 12   |
| 11   | 13   | 14   | 15   | 16   | 17   | 18   | 19   |
| 12   | 20   | 21   | 22   | 23   | 24   | 25   | 26   |
| 13   | 27   | 28   | 29   | 30   | 31   |      |      |

| April | April | April | April | April | April | April | April |
| Kw    | Mo    | Di    | Mi    | Do    | Fr    | Sa    | So    |
| ----- | ----- | ----- | ----- | ----- | ----- | ----- | ----- |
| 13    |       |       |       |       |       | 1     | 2     |
| 14    | 3     | 4     | 5     | 6     | 7     | 8     | 9     |
| 15    | 10    | 11    | 12    | 13    | 14    | 15    | 16    |
| 16    | 17    | 18    | 19    | 20    | 21    | 22    | 23    |
| 17    | 24    | 25    | 26    | 27    | 28    | 29    | 30    |

| Mai | Mai | Mai | Mai | Mai | Mai | Mai | Mai |
| Kw  | Mo  | Di  | Mi  | Do  | Fr  | Sa  | So  |
| --- | --- | --- | --- | --- | --- | --- | --- |
| 18  | 1   | 2   | 3   | 4   | 5   | 6   | 7   |
| 19  | 8   | 9   | 10  | 11  | 12  | 13  | 14  |
| 20  | 15  | 16  | 17  | 18  | 19  | 20  | 21  |
| 21  | 22  | 23  | 24  | 25  | 26  | 27  | 28  |
| 22  | 29  | 30  | 31  |     |     |     |     |

| Juni | Juni | Juni | Juni | Juni | Juni | Juni | Juni |
| Kw   | Mo   | Di   | Mi   | Do   | Fr   | Sa   | So   |
| ---- | ---- | ---- | ---- | ---- | ---- | ---- | ---- |
| 22   |      |      |      | 1    | 2    | 3    | 4    |
| 23   | 5    | 6    | 7    | 8    | 9    | 10   | 11   |
| 24   | 12   | 13   | 14   | 15   | 16   | 17   | 18   |
| 25   | 19   | 20   | 21   | 22   | 23   | 24   | 25   |
| 26   | 26   | 27   | 28   | 29   | 30   |      |      |

| Juli | Juli | Juli | Juli | Juli | Juli | Juli | Juli |
| Kw   | Mo   | Di   | Mi   | Do   | Fr   | Sa   | So   |
| ---- | ---- | ---- | ---- | ---- | ---- | ---- | ---- |
| 26   |      |      |      |      |      | 1    | 2    |
| 27   | 3    | 4    | 5    | 6    | 7    | 8    | 9    |
| 28   | 10   | 11   | 12   | 13   | 14   | 15   | 16   |
| 29   | 17   | 18   | 19   | 20   | 21   | 22   | 23   |
| 30   | 24   | 25   | 26   | 27   | 28   | 29   | 30   |
| 31   | 31   |      |      |      |      |      |      |

| August | August | August | August | August | August | August | August |
| Kw     | Mo     | Di     | Mi     | Do     | Fr     | Sa     | So     |
| ------ | ------ | ------ | ------ | ------ | ------ | ------ | ------ |
| 31     |        | 1      | 2      | 3      | 4      | 5      | 6      |
| 32     | 7      | 8      | 9      | 10     | 11     | 12     | 13     |
| 33     | 14     | 15     | 16     | 17     | 18     | 19     | 20     |
| 34     | 21     | 22     | 23     | 24     | 25     | 26     | 27     |
| 35     | 28     | 29     | 30     | 31     |        |        |        |

| September | September | September | September | September | September | September | September |
| Kw        | Mo        | Di        | Mi        | Do        | Fr        | Sa        | So        |
| --------- | --------- | --------- | --------- | --------- | --------- | --------- | --------- |
| 35        |           |           |           |           | 1         | 2         | 3         |
| 36        | 4         | 5         | 6         | 7         | 8         | 9         | 10        |
| 37        | 11        | 12        | 13        | 14        | 15        | 16        | 17        |
| 38        | 18        | 19        | 20        | 21        | 22        | 23        | 24        |
| 39        | 25        | 26        | 27        | 28        | 29        | 30        |           |

| Oktober | Oktober | Oktober | Oktober | Oktober | Oktober | Oktober | Oktober |
| Kw      | Mo      | Di      | Mi      | Do      | Fr      | Sa      | So      |
| ------- | ------- | ------- | ------- | ------- | ------- | ------- | ------- |
| 39      |         |         |         |         |         |         | 1       |
| 40      | 2       | 3       | 4       | 5       | 6       | 7       | 8       |
| 41      | 9       | 10      | 11      | 12      | 13      | 14      | 15      |
| 42      | 16      | 17      | 18      | 19      | 20      | 21      | 22      |
| 43      | 23      | 24      | 25      | 26      | 27      | 28      | 29      |
| 44      | 30      | 31      |         |         |         |         |         |

| November | November | November | November | November | November | November | November |
| Kw       | Mo       | Di       | Mi       | Do       | Fr       | Sa       | So       |
| -------- | -------- | -------- | -------- | -------- | -------- | -------- | -------- |
| 44       |          |          | 1        | 2        | 3        | 4        | 5        |
| 45       | 6        | 7        | 8        | 9        | 10       | 11       | 12       |
| 46       | 13       | 14       | 15       | 16       | 17       | 18       | 19       |
| 47       | 20       | 21       | 22       | 23       | 24       | 25       | 26       |
| 48       | 27       | 28       | 29       | 30       |          |          |          |

| Dezember | Dezember | Dezember | Dezember | Dezember | Dezember | Dezember | Dezember |
| Kw       | Mo       | Di       | Mi       | Do       | Fr       | Sa       | So       |
| -------- | -------- | -------- | -------- | -------- | -------- | -------- | -------- |
| 48       |          |          |          |          | 1        | 2        | 3        |
| 49       | 4        | 5        | 6        | 7        | 8        | 9        | 10       |
| 50       | 11       | 12       | 13       | 14       | 15       | 16       | 17       |
| 51       | 18       | 19       | 20       | 21       | 22       | 23       | 24       |
| 52       | 25       | 26       | 27       | 28       | 29       | 30       | 31       |

## Ereignisse

### Politik und Weltgeschehen

#### Großer Türkenkrieg
- 5. März: Durch die Vermittlung von Papst Innozenz XI. wird die Heilige Liga zwischen dem Heiligen Römischen Reich, Polen-Litauen und Venedig als Kampfbund gegen die Osmanen gegründet.
- 16. Juni: Kaiserliche Truppen unter dem Befehl von Maximilian Lorenz von Starhemberg und Markgraf Ludwig Wilhelm von Baden erobern Gran.
- ab 27. Juni: Die Erste Belagerung von Ofen muss am 30. Oktober ergebnislos abgebrochen werden, nachdem am 22. September ein türkisches Entsatzheer vor der Stadt aufgetaucht ist.

#### Reunionskrieg

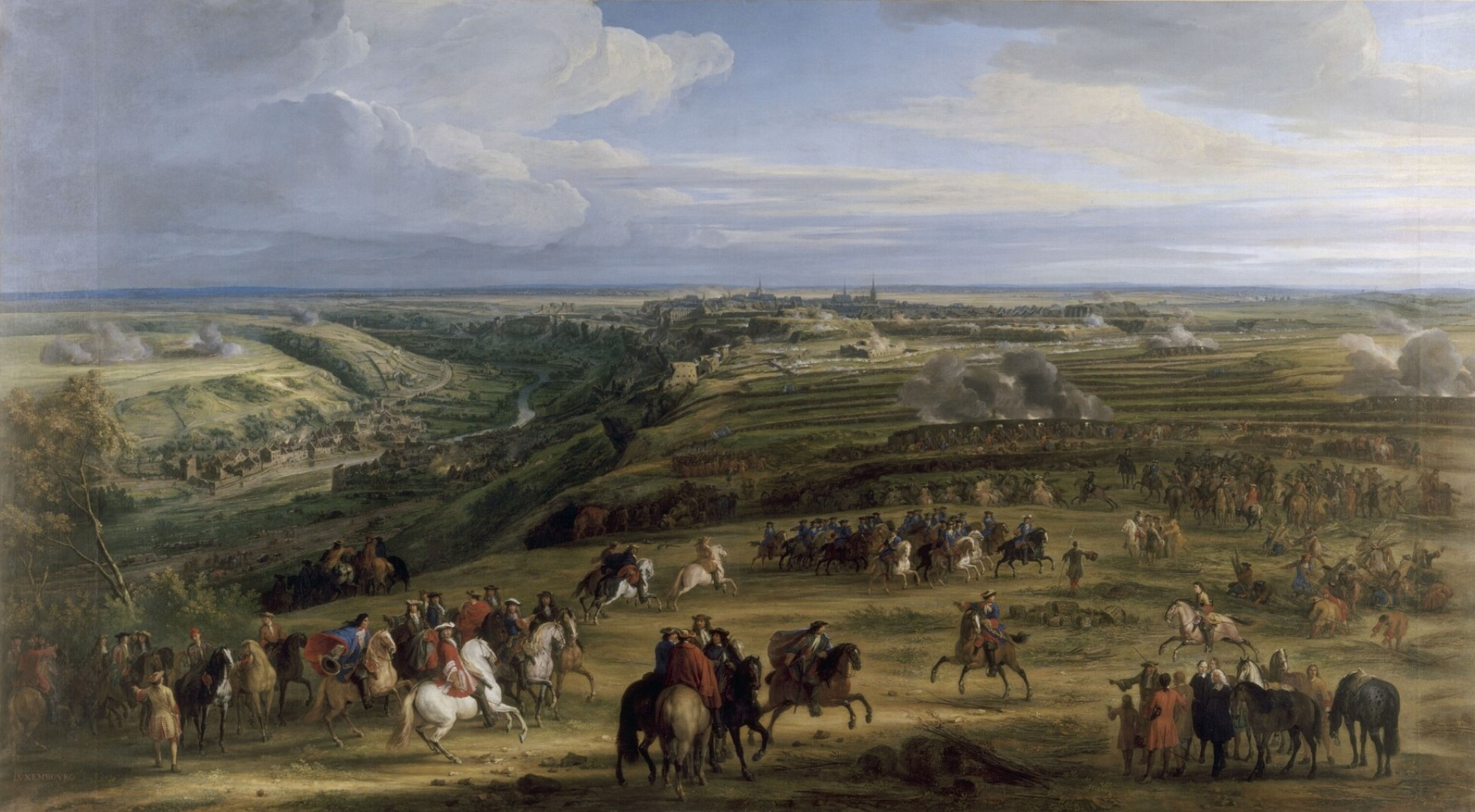
Adam Frans van der Meulen: Belagerung von Luxemburg

- 27. April bis 7. Juni: Die Belagerung von Luxemburg endet mit der Einnahme und Annexion der Stadt durch französische Truppen unter Sébastien Le Prestre de Vauban, nachdem es einer anderen Armee unter François de Créquy gelungen ist, Luxemburg von der spanischen Hauptarmee abzuschneiden. Damit ist eines der Hauptziele erreicht, deretwegen Ludwig XIV. den Reunionskrieg im Vorjahr begonnen hat.
- Nachdem Luxemburg erobert worden ist, marschieren die Franzosen nach Trier, nehmen die Stadt ein und zerstören die Befestigungen. Danach rücken sie mit Billigung des Kölner Kurfürsten in Kurköln ein.
- 15. August: Im Waffenstillstand von Regensburg zur Beendigung des Reunionskrieges vereinbaren Kaiser Leopold I. und das Reich mit Frankreichs König Ludwig XIV. eine Waffenruhe an der Westgrenze. Frankreich wird das von ihm in Reunionen annektierte Reichsgebiet auf die Dauer von 20 Jahren überlassen.

#### Asien
- 7. Oktober: Der japanische Politiker Hotta Masatoshi wird bei einem Attentat getötet. Damit verliert der Neokonfuzianismus in Japan seinen wichtigsten Unterstützer.
- Die Stadt Aigun wird vom Qing-Kaiser Kangxi neu gegründet.
- Die Englische Ostindien-Kompanie gründet die Präsidentschaft Bengalen.

#### Amerika
- In der französischen Kolonie Louisiana wird die Mississippi-Kompanie gegründet.

### Wissenschaft und Technik
- 21. März: Der Astronom Giovanni Domenico Cassini entdeckt zwei Monde des Planeten Saturn, Tethys und Dione.
- Im Oktober wird Gottfried Wilhelm Leibniz’ Nova Methodus Pro Maximis & minimis, itemque tangentibus qua nec fractas nec irrationales quantitates moratur, & singulare pro illis calculigenus, per G. G. L. (Neue Methode der Maxima, Minima sowie der Tangenten, die sich weder an gebrochenen, noch an irrationalen Größen stößt, und eine eigentümliche darauf bezügliche Rechnungsart) in der Zeitschrift acta eruditorum und damit das erste Mal die Differentialrechnung veröffentlicht.

### Natur und Umwelt

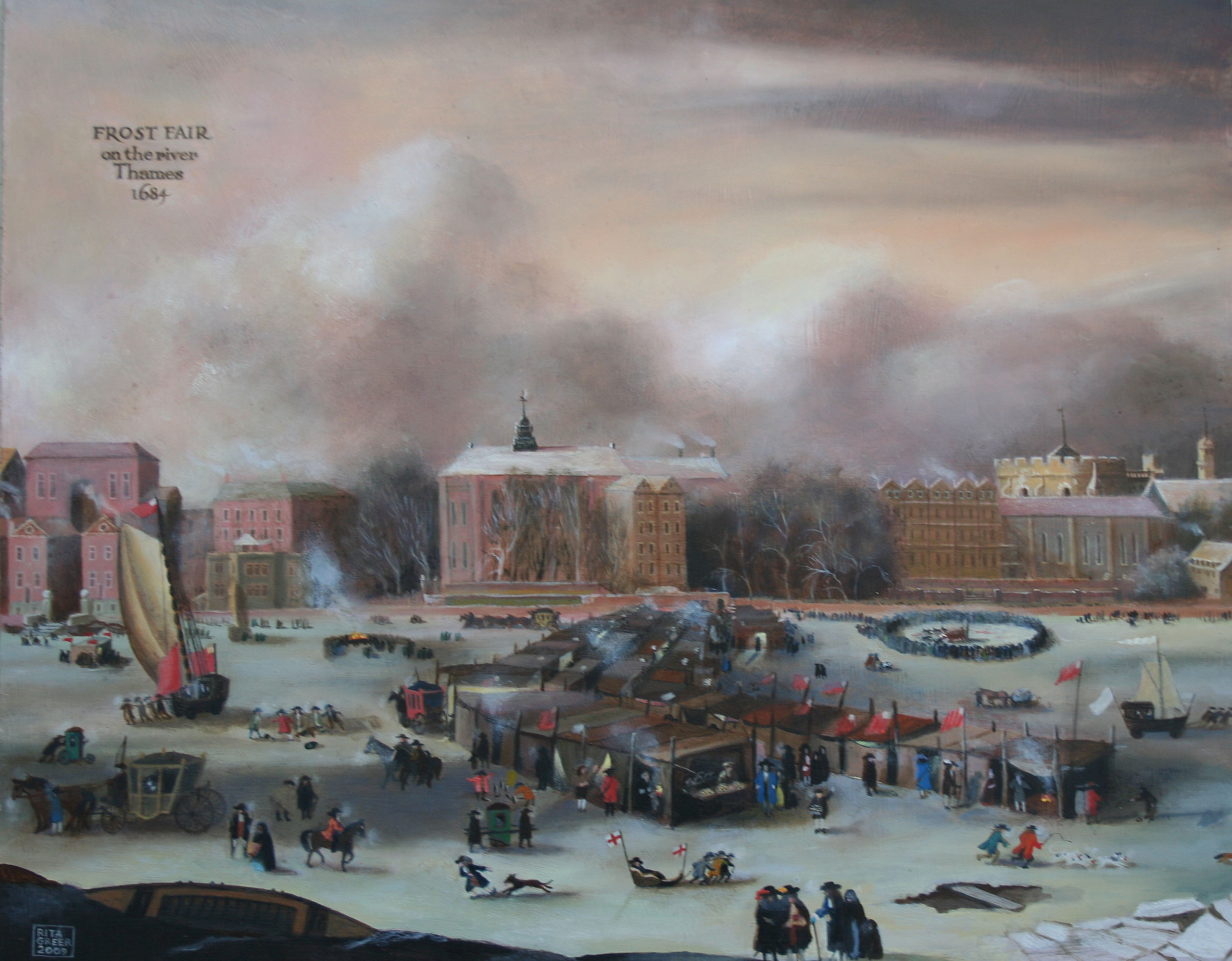
Die zugefrorene Themse 1684

- Der Winter 1684/85 ist in ganz Europa sehr kalt.
- Seegfrörne: Der Bodensee ist komplett zugefroren.

## Geboren

### Erstes Halbjahr
- 01. Januar: Arnold Drakenborch, niederländischer klassischer Gelehrter († 1748)
- 10. Januar: Otto Ernst Leopold von Limburg-Stirum, deutscher General († 1754)
- 14. Januar: Johann Matthias Hase, deutscher Mathematiker, Astronom, Kartograph und historischer Geograph († 1742)
- 14. Januar: Jean-Baptiste van Loo, französischer Maler († 1745)
- 18. Januar: Martin Knobloch, deutscher Pädagoge und evangelischer Theologe († 1759)
- 18. Januar: Johann David Köhler; deutscher Historiker, Numismatiker und Heraldiker († 1755)
- 24. Januar: Karl Alexander, Herzog von Württemberg († 1737)
- 28. Januar: Jean-Baptiste de Durfort, Marschall von Frankreich († 1770)
- 31. Januar: Louis Caravaque, französischer Maler († 1754)
- 03. Februar: Giovanni Biagio Amico, italienischer Architekt († 1754)
- 07. Februar: Georg Jakob Schwindel, deutscher evangelischer Theologe und Historiker († 1752)
- 16. Februar: Bohuslav Matej Černohorský, böhmischer Komponist († 1742)
- 25. Februar: Matthias Bernhard Braun, böhmischer Bildhauer († 1738)
- 10. März: Christoph Starke, deutscher evangelischer Theologe († 1744)
- 10. März: Adam Otto von Viereck, preußischer Staatsminister und Geheimer Etatsrat († 1758)
- 19. März: Jean Astruc, französischer Arzt, Professor der Medizin, Naturforscher und Begründer der modernen Bibelkritik des Pentateuchs († 1766)
- 26. März: Johann Graf, deutscher Komponist († 1750)
- 26. März: Paul Friedrich Opitz, deutscher Theologe und Orientalist († 1747)
- 31. März: Francesco Durante, italienischer Komponist († 1755)

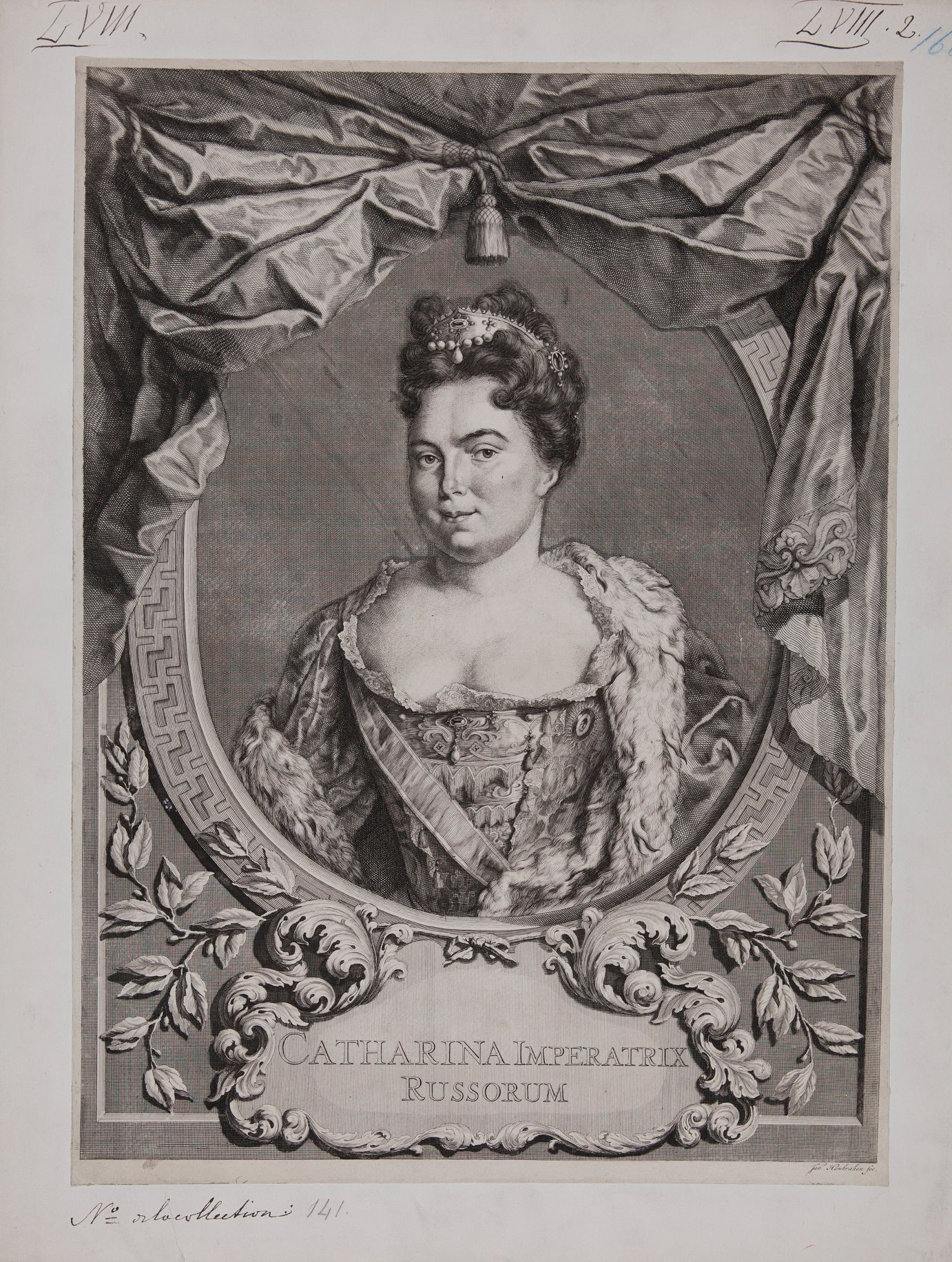
Katharina I.

- 15. April: Katharina I., Kaiserin von Russland († 1727)
- 25. April: Marco Benefial, römischer Maler († 1764)
- 02. Mai: Wilhelm Heinrich, Fürst von Nassau-Usingen († 1718)
- 12. Mai: Philipp Otto von Grumbkow, preußischer Staatsmann († 1752)
- 25. Mai: Axel Erik Roos, schwedischer Baron, Generalleutnant und Landeshauptmann († 1765)
- 27. Mai: Wilhelm Reinhard Graf von Neipperg, Sohn des kaiserlichen Feldmarschalls Freiherrn Eberhard Friedrich von Neipperg († 1774)
- 31. Mai: Georg Engelhard Schröder, schwedischer Porträt- und Historienmaler († 1750)
- 18. Juni: Balthasar König, deutscher Orgelbauer († 1756)
- 26. Juni: Johann Josef von Waldstein, tschechischer Adliger und Mäzen († 1731)

### Zweites Halbjahr
- 25. Juli: Balthasar von Ahlefeldt, Herr der Adligen Güter Lindau und Neudorf sowie Generalleutnant und Kommandant von Glückstadt († 1752)
- 02. August: Sophia von Sachsen-Weißenfels, Markgräfin von Brandenburg-Bayreuth sowie Reichsgräfin von Hoditz und Wolframitz († 1752)
- 18. September: Johann Gottfried Walther, deutscher Organist, Kapellmeister, Komponist und Musikwissenschaftler († 1748)
- 21. September: Johann Ludwig Kübel, Bürgermeister von Heilbronn († 1753)
- 03. Oktober: Johann Theodor Roemhildt, deutscher Barockkomponist († 1756)
- 10. Oktober: Antoine Watteau, französischer Maler († 1721)
- 14. Oktober: Israel Traugott Garmann, sächsischer Theologe, evangelisch-lutherischer Geistlicher und Pfarrer († 1746)
- 20. Oktober: Maria Barbara Bach, Ehefrau Johann Sebastian Bachs († 1720)
- 26. Oktober: Kurt Christoph Graf von Schwerin, preußischer Generalfeldmarschall († 1757)
- 22. November: Edward Vernon,  Vizeadmiral der Royal Navy und Mitglied des Britischen Parlaments († 1757)
- 27. November: Tokugawa Yoshimune, achter Shogun des Tokugawa-Shogunats in Japan († 1751)
- 09. Dezember: Abraham Vater, deutscher Mediziner und Philosoph († 1751)
- 13. Dezember: Ludvig Holberg, dänisch-norwegischer Dichter († 1754)
- 21. Dezember: Ippolito Desideri, italienischer Jesuit († 1733)

### Genaues Geburtsdatum unbekannt
- François d’Agincour, französischer Cembalist, Organist und Komponist († 1758)
- Elizabeth Hanson, neuenglische Quäkerin, bekannt geworden durch ihr captivity narrative über ihre Gefangenschaft bei den Indianern († 1737)
- Tekle Haymanot I., Negus von Äthiopien († 1708)
- Jean Marteilhe, französischer Galeerensklave und evangelischer Glaubenszeuge († 1777)
- Anton Erhard Martinelli, österreichischer Architekt († 1747)
- Herman van der Mijn, niederländischer Maler († 1741)

## Gestorben

### Todesdatum gesichert
- 11. Januar: Cornelis Speelman, Generalgouverneur von Niederländisch-Ostindien (* 1628)
- 13. Januar: Henry Howard, 6. Duke of Norfolk, englischer Adeliger (* 1628)
- 14. Januar: Alvise Contarini, 106. Doge von Venedig (* 1601)
- 15. Januar: Caspar Netscher, niederländischer Genre- und Porträtmaler (* 1639)
- 23. Januar: Jan Wijnants, niederländischer Maler (* um 1632)
- 05. Februar: Karl Eusebius von Liechtenstein, Fürst von Liechtenstein, Herzog von Troppau und Jägerndorf (* 1611)
- 06. Februar: Ernst Bogislaw von Croÿ, Bischof von Cammin und brandenburgischer Statthalter in Hinterpommern und Preußen (* 1620)
- 07. Februar: Christian Lorentz von Adlershelm, deutscher Politiker (* 1608)
- 12. Februar: Pietro Andrea Ziani, italienischer Organist und Komponist (* 1616)
- 20. Februar: Ignace Ardieux, schweizerischer Missionar (* um 1650)
- 25. Februar: Andreas Hofer, Komponist, Kapellmeister und Chorregent (* 1629)
- 28. März: John Lambert, englischer Militär und Politiker (* 1619)
- 06. April: Domenico Maria Canuti, italienischer Maler und Kupferstecher (* 1626)
- 08. April: Payo Enríquez de Rivera, spanischer Bischof der katholischen Kirche und Vizekönig von Neuspanien (* 1613 oder 1622)
- 15. April: Georg Christoph von Haslang, kurbayrischer Hofrat und Gesandter bei den Westfälischen Friedensverhandlungen (* 1602)
- 18. April: Gonzales Coques, flämischer Maler (* 1614 oder 1618)
- 24. April: Rudolf Capell, deutscher Pädagoge, Historiker und Philologe (* 1635)
- 24. April: Johannes Olearius II, evangelischer Theologe, Dozent in Wittenberg und Superintendent in Querfurt (* 1611)
- 12. Mai: Edme Mariotte, französischer Physiker (* 1620)
- 20. Juni: Thomas Armstrong, englischer Offizier (* 1633)
- 02. Juli: Josefa de Óbidos, portugiesische Barockmalerin (* 1630)
- 06. Juli: Anna Gonzaga, französische Adlige, Gegnerin von Jules Mazarin (* 1616)
- 07. Juli: Friedrich Hans Gloxin, deutscher Jurist und Kurator der Universität Kiel (* 1635)
- 08. Juli: Michele Fabris, ungarischer Bildhauer (* 1644)

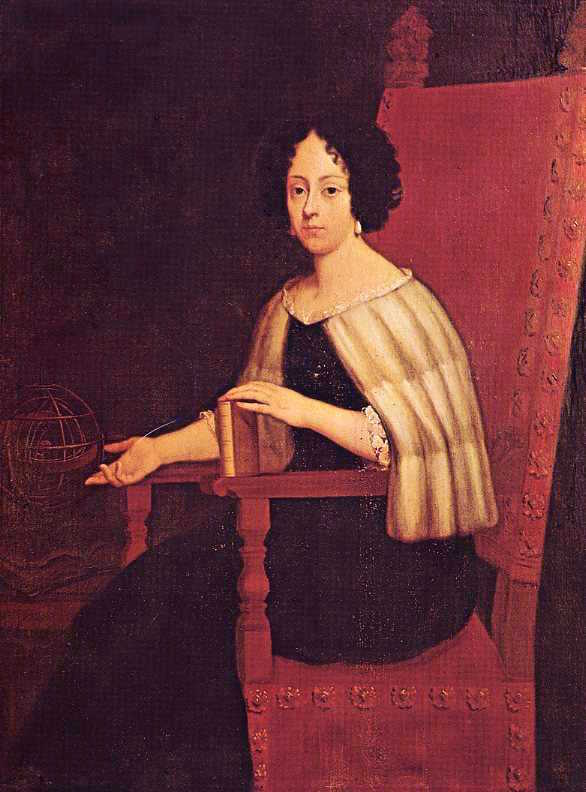
Elena Lucrezia Cornaro Piscopia

- 26. Juli: Elena Lucrezia Cornaro Piscopia, italienische Philosophin und Gelehrte, erhielt als erste Frau einen Doktortitel (* 1646)
- 09. August: Centurio Wiebel, kursächsischer Hofmaler (* 1616)
- 12. August: Nicola Amati, italienischer Geigenbauer (* 1596)
- 19. August: Christian Richter, deutscher Architekt und Baumeister (* um 1625)
- 24. August: Thomas Lynch, Gouverneur von Jamaika
- 04. September: Rasmus Vinding, dänischer Professor (* 1615)
- 08. September: Sten Nilsson Bielke, schwedischer Staatsmann (* 1624)
- 09. September: Johann Caspar von Ampringen, Hochmeister des Deutschen Ordens, Oberlandeshauptmann von Schlesien und Herzog von Freudenthal (* 1619)
- 09. September: Jakob Thomasius, sächsischer Lehrer, Philosoph und Humanist (* 1622)
- 12. September: Johann Rosenmüller, deutscher Komponist (* 1619)

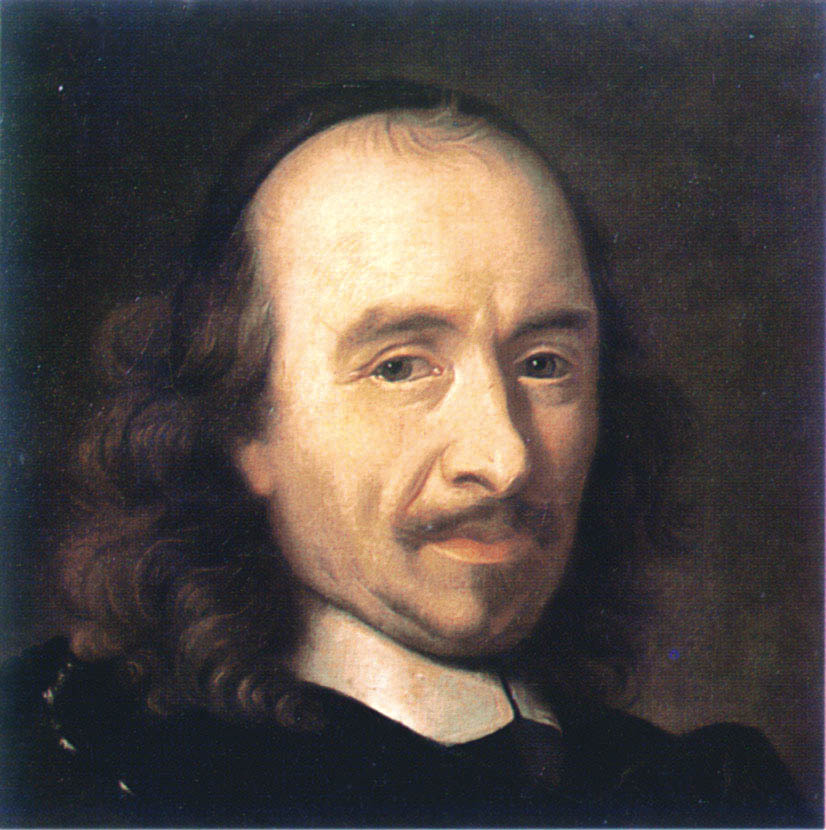
Pierre Corneille

- 01. Oktober: Pierre Corneille, französischer Dramatiker (* 1606)
- 22. Oktober: Carlo Lurago, italienischer Architekt und Baumeister (* 1615)
- 24. Oktober: Maria Elisabeth von Sachsen, Herzogin von Schleswig-Holstein-Gottorp (* 1610)
- 21. November: Anton Schott, deutscher Politiker und Gesandter am Reichstag in Regensburg (* 1636)
- 03. November: Jeremias Lossius, deutscher Mediziner (* 1643)

### Genaues Todesdatum unbekannt
- Isidoro Affaitati, italienischer Militäringenieur und Architekt (* 1622)
- Jakob Bölsche: deutscher Komponist und Organist
- Pieter de Hooch, niederländischer Maler (* 1629)